# Pfarrkirche Thörl

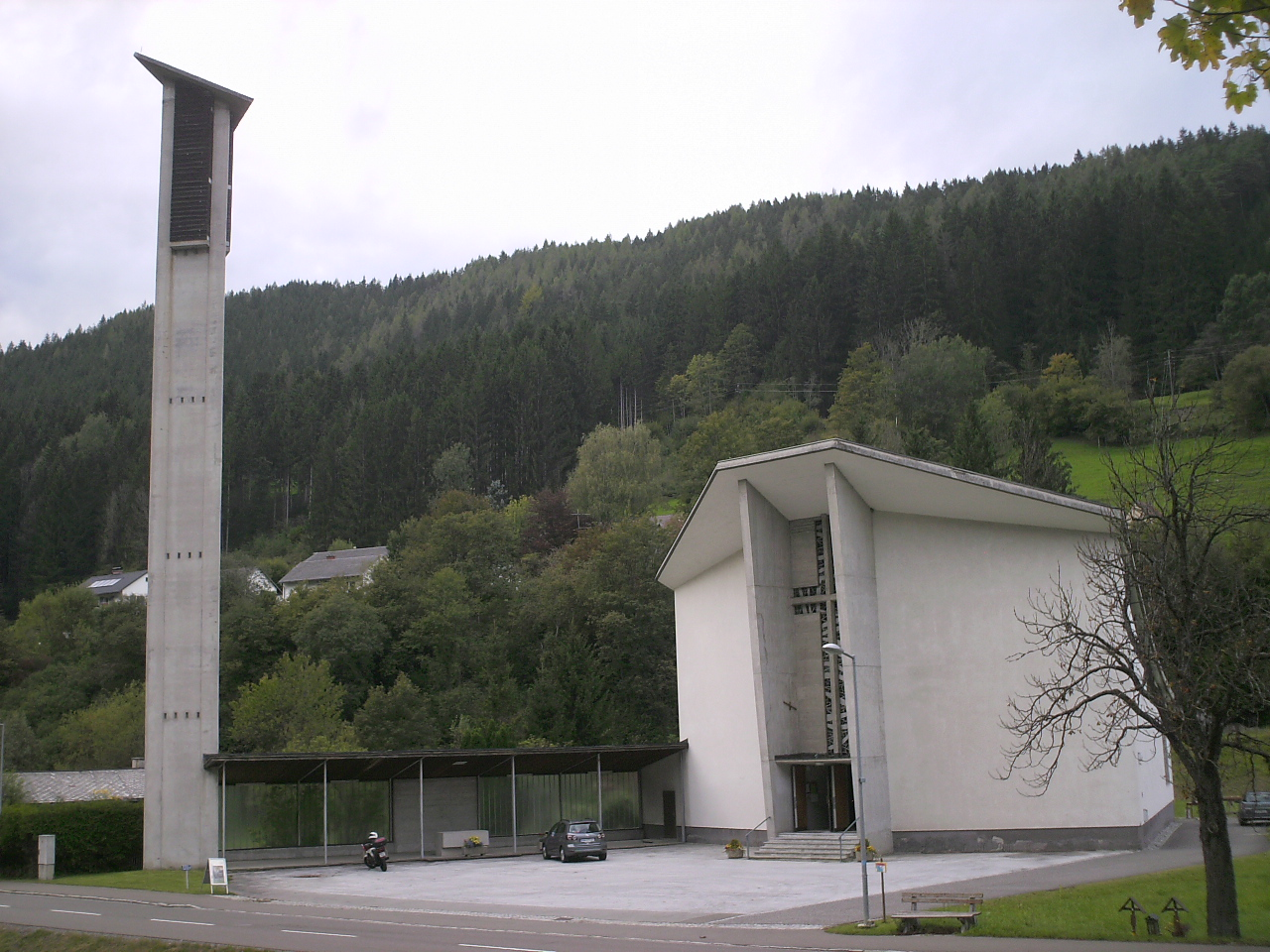
Pfarrkirche Thörl

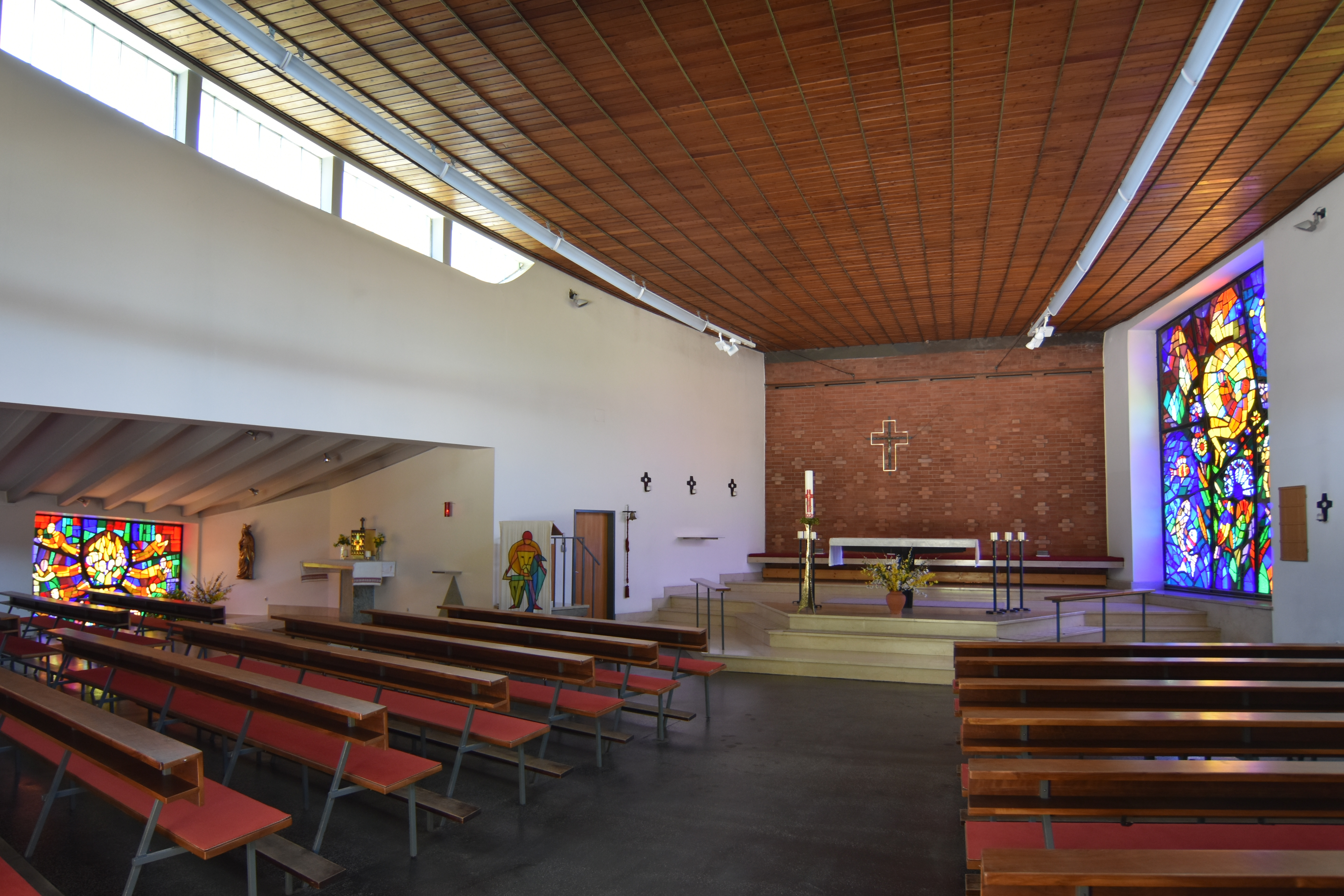
Innenansicht der Pfarrkirche

Die Pfarrkirche Thörl ist die römisch-katholische Pfarrkirche in Palbersdorf, einer Katastralgemeinde von Thörl im Bezirk Bruck-Mürzzuschlag im Bundesland Steiermark. Sie ist der heiligen Dreifaltigkeit geweiht. Sie bildet gemeinsam mit der Pfarre Aflenz einen Pfarrverband im Dekanat Bruck an der Mur.

## Geschichte
Am 1. September 1959 kam Josef Koch als Kaplan mit dem Auftrag nach Aflenz, in Thörl die Einleitung der Pfarrgründung und den Bau einer Kirche vorzubereiten. Seit 1469 diente die Barbarakapelle im Schloss Thörl als Messkapelle. Diese wurde jedoch durch den Bevölkerungszuwachs nach dem Zweiten Weltkrieg zu klein.
Bereits am 31. Oktober 1959 konnte der Kaplan in den neu errichteten Pfarrhof einziehen. Wenig später beschloss der Pfarrkirchenrat den Bau einer neuen Kirche. Mit den Planungen für das Gotteshaus wurde der Mariazeller Architekt Kurt Weber-Mzell beauftragt. Nach einer bischöflichen Visitation am 24. Juni 1961 wurde Thörl zur Expositur der Pfarre Aflenz erhoben und das zukünftige Pfarrgebiet festgelegt. Es umfasst neben dem Gemeindegebiet von Thörl (ausgenommen Zöbriach) auch die Gemeinden St. Ilgen und Etmißl mit je einer eigenen Kirche.
Die Grundsteinlegung erfolgte am 7. Oktober 1962. Knapp zwei Jahre später, am 21. Juni 1964, wurde das Gotteshaus von Diözesanbischof Josef Schoiswohl der hl. Dreifaltigkeit geweiht und zur Pfarrkirche erhoben.

## Architektur und Ausstattung
Für den Bau der Kirche wurden für diese Zeit typische Materialien wie Sichtbeton, Glas, Eisen und Asphalt verwendet – es kamen aber auch Holz und Ziegel zum Einsatz.
Die Form der Kirche ist an die eines Zeltes angelehnt – es symbolisiert das „Zelt Gottes“. Diese Form wird durch Stahlseile möglich gemacht, die das Kirchendach tragen. Markant ist der freistehende Glockenturm. Die bunten Glasfenster stehen im Gegensatz zur nüchternen Farbigkeit der Baumaterialien. Vom steirischen Künstler Werner Augustiner stammen die beiden Fenster „Schöpfung“ und „Heiliger Geist“, das Fenster in der Taufkapelle mit einer Darstellung der „Taufe Jesu“ wurde von Franz Kölldorfer entworfen. Über dem Eingang befindet sich ein großes, farbiges Kreuzfenster.
Von großer künstlerischer Bedeutung sind die von Hans Fronius mit Schwarzlot auf farbigem Kathedralglas gemalten vierzehn Kreuzwegstationen. Der Kreuzweg befindet sich an der sonst gestaltungslosen Ostwand, in der die einzelnen Glasplatten in unterschiedlichen Höhen in schießschartenartige Einbuchtungen eingelassen sind. Die einzelnen Stationen haben eine Größe von 30 × 20 cm und sind mit der bemalten Seite dem Kircheninneren zugewendet.
Das Altarkreuz mit Korpus stammt von Alexander Silveri.